# Club 2 de Mayo
Der Club 2 de Mayo, kurz 2 de Mayo, ist ein paraguayischer Fußballverein aus der 120.000-Einwohner-Stadt Pedro Juan Caballero im Departamento Amambay im Nordosten Paraguays. Der Verein wird auch El Gallo Norteño (dt.: der nordische Hahn) genannt.

## Geschichte
Der Club 2 de Mayo wurde von zurückkehrenden paraguayischen Soldaten aus dem Chacokrieg mit Bolivien gegründet. Der Verein wurde nach dem Infanterieregiment 2 de Mayo benannt. 1937 bekam der Klub dann die offizielle Spielerlaubnis. Bis 2003 spielte der Klub in der regionalen Liga Deportiva del Amambay. Bei der Copa de Campeones de la UFI, der Meisterschaft der Regionsligameister, im Jahr 2003 war der Club 2 de Mayo siegreich und schaffte so den Sprung in die zweite Liga, der División Intermedia. 2005 gelang als Meister der erstmalige Aufstieg in die Primera División. Dort hielt sich der Verein vier Jahre. Nach dem Abstieg stürzte der Klub in eine Krise und in die dritte Liga ab. Die 2011 neu geschaffene Primera División Nacional B konnte der Klub aus Pedro Juan Caballero direkt gewinnen und spielte wieder zweitklassig, allerdings nur ein Jahr. 2 de Mayo spielte mehrere Jahre drittklassig und konnte 2017 wieder mit dem Gewinn der Meisterschaft in die División Intermedia aufsteigen. Dort etablierte sich der Klub aus dem Nordosten des Landes und stieg 2023 als Vizemeister hinter Club Sol de América wieder nach 14 Jahren Abwesenheit in die erste Liga auf.

## Stadion
Der Klub ist im Estadio Río Parapití beheimatet. Das Stadion wurde 1969 erbaut und hat heute eine Kapazität von 25.000 Plätzen. Das Stadion wurde zur Copa América 1999 renoviert.

## Erfolge
- Meister der zweiten Liga: 2005
- Meister der dritten Liga: 2003, 2011, 2017